# Helland Glacier
Helland Glacier är en glaciär i Sydgeorgien och Sydsandwichöarna (Storbritannien). Den ligger i den nordvästra delen av Sydgeorgien och Sydsandwichöarna. Helland Glacier ligger 169 meter över havet.
Terrängen runt Helland Glacier är varierad. Havet är nära Helland Glacier söderut.  Det finns inga samhällen i närheten. 